# René Le Bègue (Fotograf)

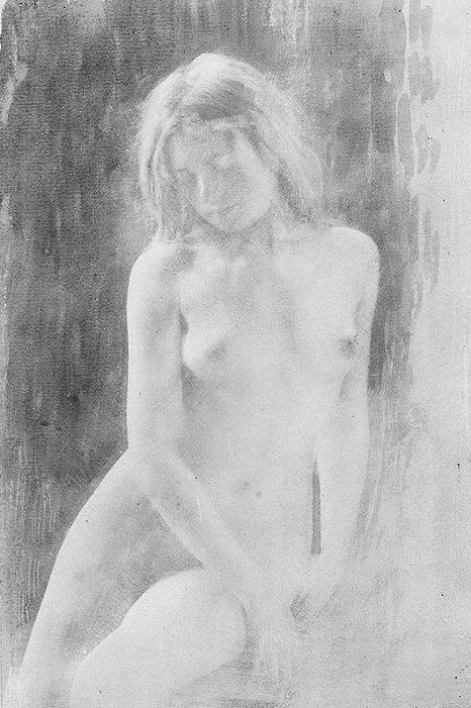
Etude de Nu (Heliogravüre, 1904)

René Le Bègue (* 1857; † 1914) war ein französischer Fotograf. Er gilt als ein führender Vertreter des Piktorialismus in Frankreich.

## Leben
Le Bègue war 1888 zusammen mit Robert Demachy Gründungsmitglied des Photo-Club de Paris, dem später auch Constant Puyo, ein weiterer der führenden französischsprachigen Piktorialisten seiner Zeit, beitrat.  Als ersten französischen Fotografen überhaupt nahm man ihn 1894 in die Kunstfotografenvereinigung Brotherhood of the Linked Ring auf.
Ab 1894 nahmen Le Bègues Werke an verschiedenen Ausstellungen in Frankreich teil. Im ersten Quartal des Jahres 1906 wurden sie in Alfred Stieglitz’ Galerie 291 in New York gezeigt. Darüber hinaus wurden einige seiner Aufnahmen in bekannten zeitgenössischen Fachzeitschriften veröffentlicht, so zum Beispiel in Camera Notes oder Die Kunst der Fotografie. Zwei seiner Bilder finden sich in der Camera Work, Ausgabe Oktober 1906. 
Gemeinsam mit seinem  ebenfalls fotografierenden Onkel Paul Bergon sowie Robert Demachy und Constant Puyo, welche ebenfalls Mitglieder des Photo Clubs waren, illustrierte er 1892 das Buch Costume d’Atelier. Des Weiteren schuf er zusammen mit seinem Onkel 1898 das Buch Le Nu et le Drapé en Plein Air. Auch wurden seine Aufnahmen zur Illustration weiterer Bücher verwandt.

## Schriften
- Paul Bergon, René Le Bègue: Art photographique. Le nu & le drapé en plein air. C. Mendel, Paris 1898 (?)[5]